# Liste der Mitglieder der Confrérie Notre-Dame
Die Liste der Mitglieder der Confrérie Notre-Dame erhebt keinen Anspruch auf Vollständigkeit.
| Name                                                      | REFS                 | Geburtsort                  | Geburtsjahr | Sterbejahr | Sterbeort                           | Beruf                                             | Bemerkung / Sterbeursache | Spitzname                        |
| --------------------------------------------------------- | -------------------- | --------------------------- | ----------- | ---------- | ----------------------------------- | ------------------------------------------------- | --- | -------------------------------- |
| Jules Achard                                              | [ 1 ] [ 2 ]          | Nantes                      | 1913        |            |                                     |                                                   | 2. Weltkrieg überlebt |                                  |
| Henri Albespy                                             | [ 3 ]                |                             | 1910        |            |                                     |                                                   | | „Henri“,                         |
| Pierre Albin                                              | [ 4 ] [ 5 ]          | Lesparre                    | 1927        |            |                                     | Student/Schüler                                   | | „Condé“,                         |
| Gaston Alif                                               | [ 6 ] [ 7 ]          | Grenoble                    | 1888        | 1979       |                                     |                                                   | | „Astier“                         |
| Marie-Louise Alif Mercier                                 | [ 8 ]                |                             | 1920        |            |                                     |                                                   | |                                  |
| Charles Allain                                            | [ 9 ] [ 10 ]         | Fécamp                      | 1900        | 1978       |                                     | Handwerker, Arbeiter                              | |                                  |
| Louis Allichon                                            | [ 11 ] [ 12 ] [ 13 ] | Châtelaudren                | 1900        | 1945       | KZ Mauthausen                       |                                                   | | „Klempner“                       |
| Albert Amelin                                             | [ 14 ] [ 15 ]        | Garnay                      | 1913        |            |                                     |                                                   | 2. Weltkrieg überlebt | „Bucéphale“                      |
| Bernard Anquetil                                          | [ 16 ] [ 17 ] [ 18 ] | Bernieres-d'Ailly(Calvados) | 1916        | 1941       | Mont-Valérien                       | Verwaltungssekretär, Marine Mitarbeiter           | | „Lhermite“                       |
| Paul Armbruster                                           | [ 19 ]               | Eguisheim                   | 1901        | 1985       | Le Fleix                            |                                                   | | Alaric                           |
| Roger Barbé(t)                                            | [ 20 ]               | Saint-Glen                  | 1920        | 1941       | Rennes                              | Berufssoldat                                      | |                                  |
| Georges Barbé-Poucaloy                                    | [ 21 ]               | Ibos (Hautes-Pyrénées)      | 1916        | 1944       | Morlàas                             |                                                   | |                                  |
| Percy Barron                                              | [ 22 ]               |                             | 1904        |            |                                     |                                                   | | Trèfle                           |
| Pierre Beausoleil                                         | [ 23 ] [ 24 ]        | Lamothe-Montravel           | 1906        | 1997       |                                     |                                                   | | Pierrot                          |
| Simone Beausoleil                                         | [ 25 ] [ 26 ]        |                             | 1911        |            |                                     |                                                   | | Malou                            |
| Émile Bèche                                               | [ 27 ] [ 28 ]        | Saint-Germain-du-Bois       | 1898        | 1977       | Niort                               | Lehrer, Politiker                                 | Stellvertreter von Deux-Sèvres; | Bourguignon                      |
| Pierre Bourgogne                                          | [ 29 ]               |                             | 1907        |            |                                     |                                                   | | „Monzie“                         |
| Pierre Brossolette                                        |                      | Paris                       | 1903        | 1944       | Paris                               | Lehrer, Politiker                                 | | „Pedro“                          |
| Yves Castel                                               | [ 30 ]               |                             | 1884        |            |                                     |                                                   | 2. Weltkrieg überlebt | C3                               |
| Madeleine Renault-Cestari                                 | [ 31 ]               | Vannes (Morbihan)           | 1921        | 2016       | Vannes (Morbihan)                   |                                                   | |                                  |
| Charles Chauveau                                          | [ 32 ] [ 33 ]        | Caen                        | 1896        | 1963       | Paris                               |                                                   | bekannt als „Karl der Große“ | Charlemagne                      |
| Raymond Chessé                                            | [ 34 ]               | Thouars (Deux-Sèvres)       | 1920        | 1942       | Köln                                | Dreher                                            | |                                  |
| André Cholet                                              | [ 35 ] [ 36 ]        | Faverney (Haute-Saône)      | 1901        | 1943       | Mont-Valérien                       | Radiotechniker                                    | | „Lenfant“                        |
| Fernande Combe                                            | [ 37 ]               |                             | 1890        | 1943       |                                     |                                                   | |                                  |
| Henri Combe                                               | [ 38 ]               |                             | 1885        | 1945       |                                     |                                                   | |                                  |
| Olivier Courtaud                                          | [ 39 ]               |                             | 1904        |            |                                     |                                                   | 2. Weltkrieg überlebt | „Jacot“,                         |
| Louis Charles de Dartein                                  |                      |                             |             |            |                                     | Abt                                               | |                                  |
| Jean Decker                                               | [ 40 ]               |                             |             |            |                                     |                                                   | 2. Weltkrieg nicht überlebt |                                  |
| Jacques Dibarboure                                        | [ 41 ]               | Hastingues (Landes)         | 1899        | 1943       | Mont-Valérien                       | Hoteldiener, Hotelmitarbeiter                     | |                                  |
| Pierre Dordain                                            | [ 42 ] [ 43 ]        | Mantes-sur-Seine            | 1894        | 1943       | Gefängnis Jacques Cartier in Rennes | Arzt                                              | Suizid, Leiter des Netzwerks Confrérie Notre-Dame de Rennes | Le Cerf                          |
| René Dugrand                                              | [ 44 ]               |                             | 1922        |            |                                     | Arbeiter                                          | |                                  |
| Roger Dumont                                              | [ 45 ] [ 46 ]        | Paris                       | 1898        | 1943       | Mont-Valérien                       | Tennislehrer, Kampfpilot                          | | „Pol“                            |
| Paul Dungler                                              | [ 47 ] [ 48 ]        | Thann                       | 1902        | 1974       | Colmar                              | Industrieller                                     | |                                  |
| François Faure                                            | [ 49 ]               | Paris                       | 1897        | 1982       | Fleury-Mérogis                      |                                                   | wird Rémys Assistentin (alias Paco), der die CND während Rémys Abwesenheit im Februar und März 1942 leitete. | „Paco“                           |
| Jean-François Fleuret                                     | [ 50 ]               | Pauillac                    | 1895        | 1953       |                                     | Seemann                                           | | „Schwertfisch“,                  |
| Gaston-Noël Folloppe                                      | [ 51 ] [ 52 ]        | Le Havre                    | 1903        | 1944       | Gefängnis von Évreux                | Optiker                                           | Sektorchef der Departements Eure, Sarthe und Orne | „Gaumont“                        |
| Laure Gatet                                               | [ 53 ]               | Boussac-Bourg (Creuse)      | 1913        | 1943       | KZ Auschwitz                        | Apothekerin, Biochemikerin                        | sie diente als Verbindungsoffizierin |                                  |
| Ange-Marie Gaudin                                         |                      |                             |             |            |                                     |                                                   | 2. Weltkrieg überlebt | „Champion“                       |
| Ramon Giral                                               | [ 54 ]               | Buerba (Spanien)            | 1906        | 1944       | Morlàas                             | Hufschmied                                        | |                                  |
| Paul Gloriod                                              | [ 55 ]               | Charquemont (Doubs)         | 1920        | 1943       | Mont-Valérien                       | Radiotechniker, Journalist                        | |                                  |
| Henri Göehres                                             | [ 56 ]               | Reims                       | 1922        | 1943       | Mont-Valérien                       | Student                                           | | „Marin“                          |
| André Guilbaud                                            | [ 57 ]               |                             | 1896        | 1943       | Köln                                |                                                   | hingerichtet |                                  |
| Jeannette Guyot                                           | [ 58 ]               |                             | 1919        | 2016       |                                     |                                                   | |                                  |
| Louis de La Bardonnie (Louis Faurichon de La Bardonnie)   | [ 59 ]               | Saint-Antoine-de-Breuilh    | 1902        | 1987       | Saint-Antoine-de-Breuilh            | Besitzer eines Weingutes/Winzer                   | Gründer des Netzwerks | „Isabelle“                       |
| Denise de La Bardonnie (Denise Faurichon de La Bardonnie) | [ 60 ]               | Saint-Maur-des-Fossés       | 1906        | 1985       |                                     |                                                   | | „Ninette“, „La Baronne“          |
| Roger Le Bayon                                            | [ 61 ]               | Lorient                     | 1893        | 1970       |                                     |                                                   | | „Rent“                           |
| Jean Le Brun                                              | [ 62 ]               | Callac                      | 1903        |            |                                     | Bauunternehmer                                    | | „Der Spieler“                    |
| Yves Le Crom-Hubert                                       | [ 63 ]               | Lumes                       | 1910        | 1982       | Sanary-sur-Mer                      | Arzt                                              | | „Yvonne“                         |
| Léon Paul Le Sabazec „Lebreton“                           | [ 64 ]               |                             | 1889        | 1944       | KZ Mauthausen                       |                                                   | | ?                                |
| Guy Lenfant „Lebreton“                                    |                      |                             |             |            |                                     |                                                   | verantwortlich für das Sammeln von Informationen über Lorient | ?                                |
| Georges Maradene                                          | [ 65 ]               | Cherbourg                   | 1922        | 2013       | Alès                                |                                                   | | „Dragon“                         |
| Lucien Martel                                             | [ 66 ]               | Redon (Ille-et-Vilaine)     | 1912        | 1943       | Mont-Valérien                       | Friseur                                           | |                                  |
| Roger Martin                                              | [ 67 ]               | Saint-Pol-en-Ternoise       | 1907        | 1943       | Mont-Valérien                       | Versicherungsinspekteur                           | |                                  |
| Pierre Mauger (Vendée)                                    | [ 68 ]               | Les Sables-d'Olonne         | 1923        |            |                                     | Unternehmer, Politiker                            | 2. Weltkrieg überlebt | „Pierre“                         |
| Simone Michel-Lévy                                        | [ 69 ] [ 70 ]        | Chaussin                    | 1906        | 1945       | KZ Flossenbürg                      | Redakteurin, Telefonvermittlung PTT               | Agentin des Action-PTT-Netzwerks |                                  |
| Joseph Montepin (Mayenne)                                 | [ 71 ]               |                             | 1906        |            |                                     | Arbeiter                                          | | „Boulanger“                      |
| Jacques Pigeonneau                                        | [ 72 ]               | Newcastle upon Tyne         | 1900        | 1967       | Paris                               | Diplomat                                          | Konsul von Frankreich in Madrid, (2. Weltkrieg überlebt) |                                  |
| Marthe Pigeonneau                                         | [ 73 ] [ 74 ]        | Perpignan                   | 1901        | 1982       | Saint Tropez                        |                                                   | |                                  |
| Max Petit                                                 | [ 75 ]               |                             | 1911        |            |                                     |                                                   | 2. Weltkrieg überlebt, wird Rémys Assistent nach der Verhaftung von François Faure | „Poucet“, „Perrault“ „Florian“   |
| Jean Philippon                                            | [ 76 ]               | Bordeaux                    | 1909        | 1982       | Paris                               | Soldat                                            | | „Hilarion“                       |
| Michel Pichard                                            | [ 77 ]               | La Rochelle                 | 1918        | 1989       | Paris                               | Anwalt, Händler                                   | Leiter des Flugbetriebsamtes | „Pic“, „Bel“ oder „Gaus“         |
| Jacques Poutiers                                          | [ 78 ] [ 79 ]        | Paris                       | 1915        | 2014       | Antony                              |                                                   | |                                  |
| Paule Anne Marie Parent                                   | [ 80 ]               | Brest                       | 1913        | 1997       | Cannes                              |                                                   | Sekretärin von Pierre Brossolette, verantwortlich für die Organisation und Sammlung nützlicher Informationen für die Alliierten über die Aktivitäten und das Potenzial der Nazi-Besatzer und deren Übermittlung an die BCRA in London |                                  |
| Gaston Pailloux de Puisseguin                             |                      |                             |             |            |                                     |                                                   | | Alceste                          |
| Gilbert Renault                                           | [ 81 ]               | Vannes (Morbihan)           | 1904        | 1984       | Guingamp                            | Student (Jura), Drehbuchautor                     | | „Raymond“, „Rémy“ „Oberst Rémy“; |
| Serge Renaud de Saint Georges                             | [ 82 ]               |                             | 1909        |            |                                     |                                                   | verantwortlich für die Netzwerklogistik der Region Île-de-France | „Jasmin“,                        |
| Maisie Renault                                            | [ 83 ]               | Vannes (Morbihan)           | 1907        | 2003       | Vannes (Morbihan)                   | Buchhalterin                                      | verantwortlich für das Zentralsekretariat, Transkriptionen und Kommunikation |                                  |
| Jean Ribes                                                | [ 84 ] [ 85 ]        | Paris oder Maubourguet      | 1894        |            |                                     |                                                   | |                                  |
| Gabriel Richetta                                          | [ 86 ]               | Moulins (Allier)            | 1892        | 1942       | Köln                                |                                                   | |                                  |
| Yves Rigoine de Fougerolles                               |                      |                             |             |            |                                     |                                                   | | „Prinz“                          |
| Maurice Robert                                            | [ 87 ]               | Nancy (Meurthe-et-Moselle)  | 1913        | 1941       | Mont-Valérien                       | Marine-Soldat, Umschulung zum Versicherungsmakler | |                                  |
| Marcel Rousier                                            | [ 88 ]               | Paris                       | 1900        | 1943       | Mont-Valérien                       | Radiotechniker                                    | |                                  |
| Jean Sarrazy                                              | [ 89 ] [ 90 ]        |                             | 1923        | 1978       |                                     | Schüler                                           | | „Wimpel“                         |
| Jean Sciou                                                | [ 91 ]               | Locoal-Mendon (Morbihan)    | 1920        | 1969       | Nantes                              | Notar                                             | | „Faucon“                         |
| Alfred Steinhardt                                         | [ 92 ]               | Montigny-lès-Metz           | 1911        | 1944       | Chelles (Seine-et-Marne)            | Friseur                                           | |                                  |
| Alphonse Tanguy                                           | [ 93 ] [ 94 ]        | Lorient (Morbihan)          | 1896        | 1943       | Paris                               | Ingenieur?                                        | verantwortlich für den Sektor Lorient und dann für den CND in der Bretagne, übernahm die Interimsleitung des Netzwerks, als Jean Tillier nach England ging.                                                                           | „Alex“                           |
| Maurice Tardat                                            | [ 95 ]               |                             | 1891        | 1944       | KZ Buchenwald                       |                                                   | |                                  |
| Joseph Thoraval                                           | [ 96 ]               | Lanrivain                   | 1922        | 1941       | Mont-Valérien                       | Marine                                            | |                                  |
| Jean Tillier                                              | [ 97 ] [ 98 ]        | Montargis                   | 1896        | 1954       | Paris                               | Stadtrat, Militärische Laufbahn                   | wird Rémys Assistent, als Max Petit nach London geht | „Gaspard“, „Coligny“, „Debesse“  |
| Gabriel Vallée                                            | [ 99 ] [ 100 ]       | Pont-Audemer                | 1897        | 1943       | Evreux                              |                                                   | wurde gefoltert, beging in seiner Zelle Selbstmord | „Lys“,                           |
| Raymond Vallée                                            | [ 101 ]              | Bernay                      | 1924        |            |                                     | Schüler                                           | wurde gefoltert |                                  |
| Marcel Verrière                                           | [ 102 ] [ 103 ]      | Tarifières-Mutry            | 1895        | 1966       |                                     | Bankdirektor                                      | Leiter des CND Castille Netzwerks von November 1943 | „Marquise“, „Lecomte“            |
| Antoine Vourc'h                                           | [ 104 ]              | Guipavas                    | 1885        | 1964       | Plomodiern                          | Arzt                                              | Arzt in Plomodiern |                                  |